# Steffen Müller (Wirtschaftswissenschaftler)
Steffen Müller (* 1978 in Eilenburg) ist ein deutscher Wirtschaftswissenschaftler und Hochschullehrer.

## Leben
Er erwarb 2005 das Diplom in Wirtschaftswissenschaften an der Universität Leipzig, 2009 den Doktortitel in Wirtschaftswissenschaften an der Friedrich-Alexander-Universität Erlangen-Nürnberg bei Regina T. Riphahn und Claus Schnabel und 2014 die Habilitation in Wirtschaft und Ökonometrie an der Universität Erlangen. Er ist seit 2014 Professor für Wirtschaftswissenschaften an der Otto-von-Guericke-Universität Magdeburg sowie Vorstandsmitglied und Leiter der Abteilung Strukturwandel und Produktivität am Leibniz-Institut für Wirtschaftsforschung Halle (IWH).
Seine Forschungsschwerpunkte sind betriebliche Produktivität, empirische Arbeitsmarktökonomik und betriebliche Gründungs- und Schließungsdynamik.

## Schriften (Auswahl)
- mit Jens Stegmaier und Moises Yi: Industry Mix, Local Labor Markets, and the Incidence of Trade Shocks. In: Journal of Labor Economics, Band 42, Nr. 3, 2024, S. 837–875, doi:10.1086/724569.

- mit Liuchun Deng, Verena Plümpe und Jens Stegmaier: Robots, Occupations, and Worker Age: A Production-Unit Analysis of Employment. In: European Economic Review. Band 170, Artikel-Nr. 104881, 2024, doi:10.1016/j.euroecorev.2024.104881.

- mit Sabien Dobbelaere, Boris Hirsch und Georg Neuschaeffer: Organised Labour, Labour Market Imperfections, and Employer Wage Premia. In: ILR Review. Band 77, Nr. 3, 2024, S. 396–427, doi:10.1177/00197939241237757.

- mit Daniel Fackler und Jens Stegmaier: Explaining Wage Losses after Job Displacement: Employer Size and Lost Firm Rents. In: Journal of the European Economic Association. Band 19, Nr. 5, 2021, S. 2695–2736, doi:10.1093/jeea/jvab022.

- Teacher Experience and the Class Size Effect - Experimental Evidence. In: Journal of Public Economics. Band 98, 2013, S. 44–52, doi:10.1016/j.jpubeco.2012.12.001.

- mit Boris Hirsch: The Productivity Effect of Temporary Agency Work: Evidence from German Panel Data. In: Economic Journal. Band 122, 2012, S. F216-F235, doi:10.1016/j.jpubeco.2012.12.001.

- Mandatory works councils in Germany. Their effects on productivity and profits. Dissertation. Nürnberg 2009.